# When the Pawn...
When the Pawn... è il secondo album in studio della cantautrice statunitense Fiona Apple, pubblicato il 9 novembre 1999 dalla Epic Records.

## Descrizione
Il titolo completo, scritto in rosso su tutta la copertina, è:
What He Knows Throws the Blows When He Goes to the Fight
And He'll Win the Whole Thing 'Fore He Enters the Ring
There's No Body to Batter When Your Mind Is Your Might
So When You Go Solo, You Hold Your Own Hand
And Remember That Depth Is the Greatest of Heights
And If You Know Where You Stand, Then You Know Where to Land
And If You Fall It Won't Matter, Cuz You'll Know That You're Right»
Si tratta di una poesia scritta dalla Apple in reazione a una cattiva recensione del suo album di debutto Tidal e, secondo il Guinness dei primati, è con le sue novanta parole il più lungo titolo di album discografico a essere entrato nelle classifiche statunitensi.
Tutte le canzoni sono scritte da Fiona Apple. Il primo singolo, Fast as You Can, venne trasmesso abbastanza regolarmente da radio e reti musicali e ricevette un discreto successo posizionandosi nella Top 20 di Billboard e fu il primo singolo di Fiona Apple a entrare nella Top 40 britannica. I successivi Limp e Paper Bag ebbero invece meno successo.

## Accoglienza
| Recensione           | Giudizio |
| -------------------- | -------- |
| AllMusic             |          |
| Entertainment Weekly | A        |
| NME                  |          |
| Pitchfork            | 8,0/10   |
| Pitchfork (2019)     | 9,4/10   |
| Rolling Stone        |          |

When The Pawn... ha ottenuto recensioni  positive da parte dei critici musicali. Su Metacritic, sito che assegna un punteggio normalizzato su 100 in base a critiche selezionate, l'album ha ottenuto un punteggio medio di 79 basato su diciassette recensioni.

## Tracce
Testi e musiche di Fiona Apple.
1. On the Bound – 5:23
2. To Your Love – 3:40
3. Limp – 3:31
4. Love Ridden – 3:22
5. Paper Bag – 3:40
6. A Mistake – 4:58
7. Fast as You Can – 4:40
8. The Way Things Are – 4:18
9. Get Gone – 4:10
10. I Know – 4:57

## Formazione
- Fiona Apple – pianoforte, voce
- John Bainbridge – orchestrazione
- Robert Becker – viola
- Charlie Bisharat – violino
- Mike Breaux – fiati
- Denyse Buffman – viola
- Eve Butler – violino
- Matt Chamberlain – percussioni, batteria
- Susan Chatman – violino
- Greg Cohen – basso
- Larry Corbett – violoncello
- Mike Elizondo – basso
- Armen Garabedian – violino
- Berj Garabedian – violino
- Scott Haupert – viola
- Suzie Katayama – violoncello
- Wendell Kelly – corno
- Jim Keltner – batteria
- Peter Kent – violino
- Brian Leonard – violino
- Maria Newman – viola
- Rober Peterson – violino
- Michele Richards – violino
- Edmund Stein – violino
- Patrick Warren – chamberlin
- John Wittenberg – violino

## Classifiche

### Classifiche settimanali
| Classifica (1999-00) | Posizione massima |
| -------------------- | ----------------- |
| Francia              | 32                |
| Germania             | 66                |
| Irlanda              | 34                |
| Regno Unito          | 46                |
| Stati Uniti          | 13                |

### Classifiche di fine anno
| Classifica (2000) | Posizione |
| ----------------- | --------- |
| Stati Uniti       | 169       |